# Frederic M. Sackett

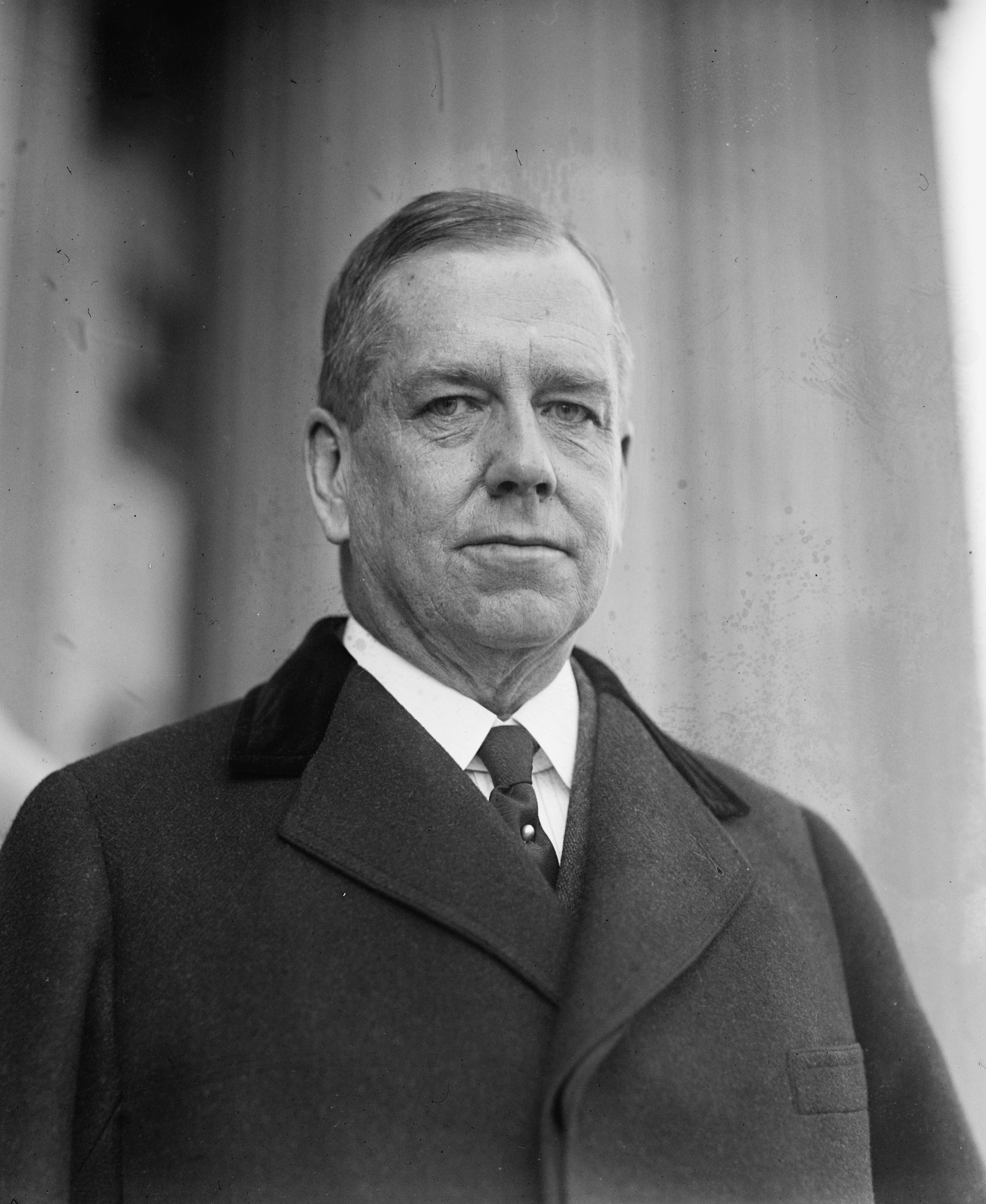
Frederic M. Sackett (1924)

Frederic Mosley Sackett (* 17. Dezember 1868 in Providence, Rhode Island; † 18. Mai 1941 in Baltimore, Maryland) war ein US-amerikanischer Politiker (Republikanische Partei) und Diplomat.

## Leben
Sackett, dessen Vater eine Wollmanufaktur betrieb, nahm nach dem Schulbesuch ein Jurastudium auf. Er graduierte 1890 an der Brown University und 1893 in Harvard. Nach der Aufnahme in die Anwaltskammer im selben Jahr begann er in Columbus zu praktizieren. Kurz darauf zog er nach Cincinnati um, später dann nach Louisville in Kentucky. Er arbeitete bis 1907 als Anwalt.
1898 heirateten Sackett und Olive Speed, die einer begüterten und bekannten Familie Kentuckys entstammte. Diese war durch Handel mit Kohle und Zement zu Wohlstand gelangt. Im Laufe der Zeit wurde auch Sackett auf diesem Weg in die Geschäftswelt eingeführt. Zwischen 1907 und 1912 war er Präsident der Louisville Gas Company und der Louisville Lighting Company. Der Handelskammer von Louisville stand er in den Jahren 1917, 1922 und 1923 vor. Von 1917 bis 1924 leitete er die örtliche Niederlassung der Federal Reserve Bank.

## Öffentliche Ämter
Während des Ersten Weltkrieges war Frederic Sackett als Bundesbeauftragter für die Nahrungsmittelversorgung im Staat Kentucky zuständig. Dabei schloss er Freundschaft mit dem späteren US-Präsidenten Herbert Hoover, zu diesem Zeitpunkt Nationaler Nahrungsmittelbeauftragter. Von 1919 bis 1924 gehörte er Kentuckys staatlicher Wohlfahrtsbehörde an.
1924 wurde er für die Republikanische Partei als Vertreter Kentuckys in den US-Senat gewählt. Seine Amtszeit begann am 4. März 1925. Am 9. Januar 1930 trat er zurück, nachdem ihn Präsident Hoover zum Botschafter der Vereinigten Staaten in Deutschland berufen hatte. Nach dreijährigem Dienst in Berlin legte er diesen Posten 1933 nieder und nahm als Privatmann wieder seine geschäftlichen Aktivitäten auf.
Während eines Besuchs in Baltimore starb er an den Folgen eines Herzanfalls. Er wurde auf dem Cave Hill Cemetery in Louisville beigesetzt.

## Ehrungen
- Ehrendoktorwürde der Handelshochschule Berlin[1]